# Брусанов, Михаил Николаевич
Михаил Николаевич Брусанов (19.11.1976) — российский шашист, мастер спорта России, бронзовый призёр чемпионата России, серебряный призёр Кубка России.
Воспитанник калужской школы шашек МБУ "СШ «Шашки русские» (тренер Имас, Геннадий Иосифович). Помимо игровой деятельности известен своими тренерскими достижениями. Среди его учеников титулованная шашистка Лубчинская, Елена Николаевна.